# Leonardus Hartman
Leonardus Hartman (Amsterdam, 14 januari 1920 – 29 december 1983) was een Nederlands politicus van de PvdA.
Zijn vader was foerier bij de infanterie en zelf ging hij in 1938 werken bij de gemeentesecretarie van Bennebroek. Hij was daar opgeklommen tot commies eerste klas voor hij in april 1962 benoemd werd tot burgemeester van Wieringerwaard. Vanaf juli 1966 was Hartman tevens de burgemeester van Barsingerhorn. In 1970 werden die gemeenten samengevoegd tot de nieuwe gemeente Barsingerhorn waarvan hij de burgemeester werd. In december 1982 vroeg hij ontslag aan vanwege gezondheidsproblemen waarop Henk de Wilde, oud-burgemeester van Schagen, hem als waarnemend burgemeester verving. In juli 1983 volgde ontslag voor Hartman en aan het eind van dat jaar overleed hij op 63-jarige leeftijd.